# Émile Durkheim
Émile Durkheim (Épinal, 15 aprile 1858 – Parigi, 15 novembre 1917) è stato un sociologo, filosofo e storico delle religioni francese.
Fondatore del funzionalismo, una teoria strutturalista, la sua opera è stata cruciale nella costruzione, nel corso del XX secolo, della sociologia e dell'antropologia, avendo intravisto con chiarezza lo stretto rapporto tra la religione e la struttura del gruppo sociale. Durkheim si richiama all'opera di Auguste Comte (sebbene consideri alcune idee comtiane eccessivamente vaghe e speculative), e può considerarsi, con Herbert Spencer, Vilfredo Pareto, Max Weber e Georg Simmel, uno di coloro che fondarono la moderna sociologia. È anche il fondatore della prima rivista francese dedicata alla sociologia, L'Année sociologique, nel 1898.

## Biografia
Nacque in una famiglia modesta ma erudita di ebrei praticanti e, anche a causa delle responsabilità derivategli dalla morte del padre, rabbino, avvenuta quando non era ancora ventenne, sviluppò un carattere impegnato e severo e la convinzione che gli sforzi e le sofferenze contribuissero al progresso intellettuale più delle situazioni piacevoli. L'esperienza di vita di Durkheim fu fortemente condizionata dalla sconfitta della Francia contro la Prussia e gli altri Stati tedeschi (guerra franco-prussiana del 1870-71), a seguito della quale l'Alsazia, terra d'origine dei Durkheim, passò alla Germania. A seguito di ciò il padre di Émile, per non divenire suddito germanico, si trasferì a Parigi: fu qui che il futuro sociologo iniziò i suoi studi. I suoi successi scolastici gli consentono di accedere all'École Normale Supérieure, dove studia filosofia.

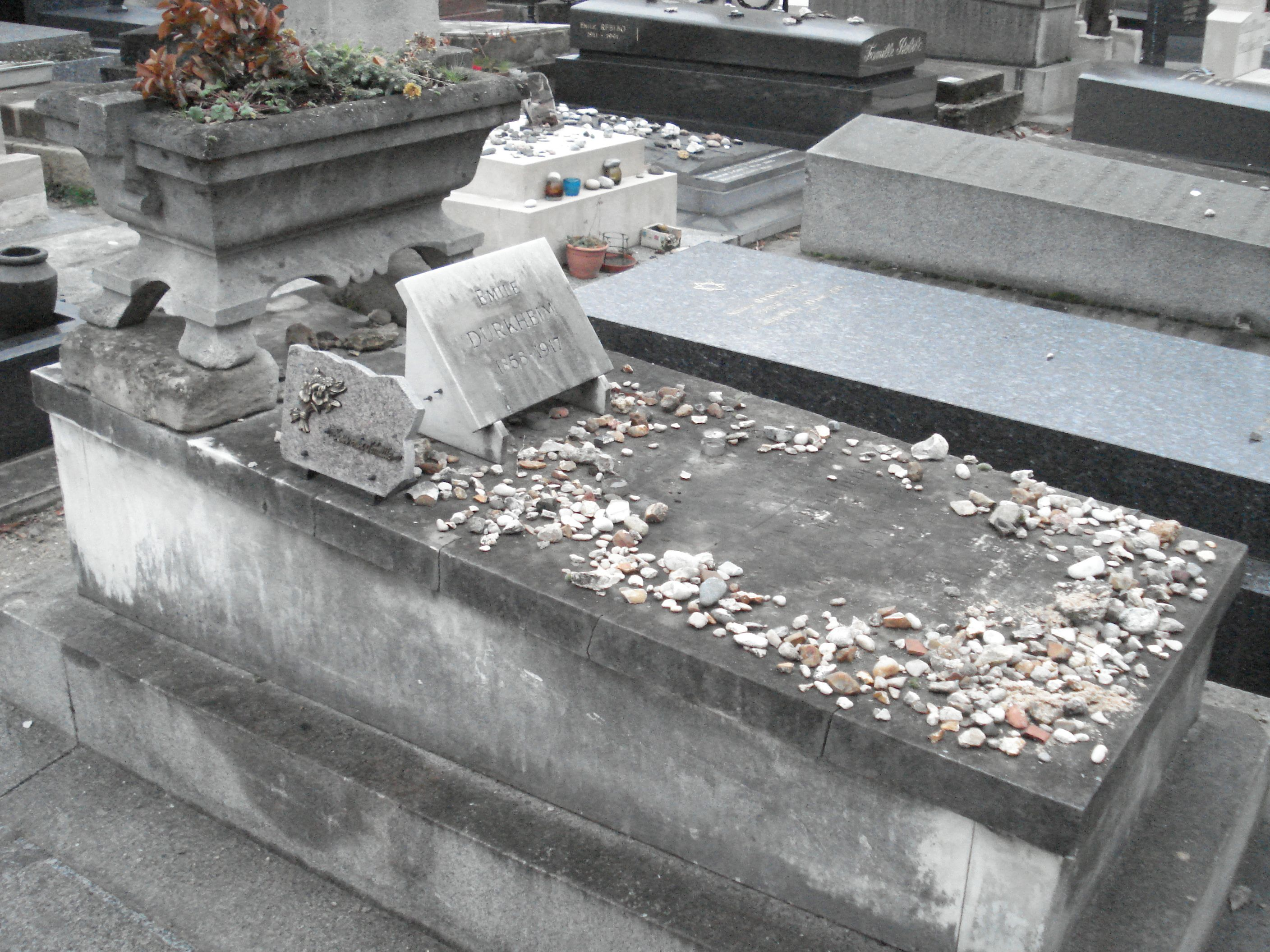
La tomba di Émile Durkheim

In questo periodo conobbe Jean Jaurès, futuro leader del Partito Socialista Francese, come lui mosso da principi etici rivolti ai problemi della società. Nel 1882 conseguì l'Agrégation de philosophie e fino al 1887 insegnò in scuole secondarie di Sens, San Quintino e Troyes. Ottenne quindi un insegnamento all'Università di Bordeaux dove diventò professore di filosofia sociale e vi rimase fino al 1902. Successivamente passò alla Sorbona, dove diventò ordinario nel 1906 e dove si occupò con grande impegno di iniziative volte al miglioramento degli insegnamenti. Lo scoppio della prima guerra mondiale, la morte del suo unico figlio sul fronte balcanico e le accuse dei nazionalisti, che gli rinfacciavano di essere di estrazione tedesca e di insegnare una disciplina straniera, prostrarono il sociologo e lo gettarono in un grave stato emotivo, preludio di un ictus che ne causò la morte nel 1917.

## Pensiero di Durkheim

### Metodologia
Nella teoria di Émile Durkheim costituiscono l'oggetto della ricerca sociologica i fatti sociali, i quali definisce: 
(Le Regole del Metodo Sociologico, 1895)
In altre parole: "I fatti sociali consistono in modi di agire, di pensare e di sentire esterni all'individuo, eppure dotati di un potere di coercizione in virtù del quale si impongono su di lui". Sono quindi aspetti della vita quotidiana (e sociale, per l'appunto), "rappresentazioni psichiche collettive", sovraindividuali e coercitive, che coinvolgono un gruppo sociale. Sono sintesi di fattori individuali, ma non la somma di essi. Il potere coercitivo del fatto sociale si esprime in norme, consuetudini, idee collettive, ecc. In Le regole del metodo sociologico (1895) Durkheim espresse la sua volontà di individuare un metodo che stabilisse il carattere scientifico della sociologia. Tale metodo non sarebbe stato, però, quello matematico-sperimentale; la sociologia dovrebbe quindi essere metodologicamente autonoma. Durkheim è convinto che la realtà sociale possa essere adeguatamente interpretata soltanto se si è capaci di uscire dal recinto della speculazione teorica per immergersi nell'indagine empirica.
Il sociologo, inoltre, deve liberarsi dei suoi preconcetti e studiare i fatti sociali come un osservatore esterno. L'osservazione dev'essere maggiormente imparziale e impersonale possibile, anche se un'osservazione completamente oggettiva non può mai essere ottenuta. Un fatto sociale dev'essere sempre studiato secondo la sua relazione con altri fatti sociali; la sociologia dovrebbe privilegiare la comparazione allo studio di fatti singolari indipendenti. Durkheim è convinto che la sociologia abbia una funzione concreta di diagnosi e cura dei mali della società, proponendo soluzioni per la "guarigione" analogamente a quanto avviene da parte della medicina per la cura delle malattie; l'organicismo di Durkheim, tratto fondamentale del suo pensiero, incanalerà poi gli studi del semiologo inglese Herbert Spencer, che di fatto con Durkheim vedeva il sistema sociale come un essere vivente autonomo.
I fenomeni sociali devono essere analizzati con una visione olistica, non singolarmente ma come parti di un tutto, allo stesso modo di come avviene per lo studio biologico di un organismo vivente. Sotto questo aspetto la società è qualcosa di più della somma delle sue parti, cioè degli individui. Coniato come motto del proprio approccio il principio: "Studia i fatti sociali come cose!", Durkheim presta attenzione allo studio rigoroso degli oggetti e di qualunque evento della società. Durkheim considera i valori e i costumi come un tessuto connettivo per la società. Vi sono alcune regole per studiare i fatti sociali, tra cui la necessità di definire in maniera rigorosa il fenomeno preso in considerazione, assumendo come oggetto i fenomeni precedentemente definiti. Inoltre è necessaria la distinzione tra giudizi di fatto, ovvero la constatazione dei valori oggettivi, e i giudizi di valore, ossia i valori soggettivi. Un altro passo importante è quello di distinguere i fatti sociali in:
- Normali = fatti diffusi che coincidono con la fisiologia dell'essere sociale;
- Patologici = fatti che subiscono modifiche e che non sono comuni.

Si parla inoltre di anomia, ovvero l'assenza di leggi che regolino la società. Esistono due criteri fondamentali per vedere se un fatto è normale o patologico:
1. Criterio della diffusione: verificare quanto è diffuso il fatto;
2. Criterio dell'osservazione: osservare il livello di sviluppo della società.

#### Il reato
Per Durkheim il reato in campo individuale e sociologico è un'azione di adattamento soggettivo nei confronti di comportamenti soggettivi che violano le regole della società civile. Quando nasce l'idea secondo cui un'azione può essere classificata reato? Quando una legge sociale viene imposta per definire la sua violazione come reato. Quando questa legge viene imposta noi ci troviamo nella condizione secondo cui c'è la necessità di impedire ad alcune persone di rivendicare qualche cosa che ritengono un loro diritto. Si vuole impedire a delle persone di fare delle azioni che entrano in conflitto con interessi di altre persone che hanno la forza per imporre loro di non farle. Per ogni reato si infligge una pena poiché si sono violate le coscienze collettive. Per questo secondo Durkheim deve esistere una legge universale coerente e rispettabile, che quindi possa portare al bene sociale.

#### Costruzione dei tipi sociali
Esistono due correnti riguardanti la costruzione dei tipi sociali: alcuni sostengono che i fatti sociali siano unici (ogni fatto ha una sua specificità); altri che l'elemento essenziale è l'uomo (quindi gli accadimenti sociali sono secondari mentre l'uomo è essenziale). Per D. la tipizzazione è utile: non basta solo osservare i fatti, ma è utile costruire i tipi sociali per interpretare i fenomeni. Per creare i tipi sociali occorrono tre elementi:
1. La natura degli elementi;
2. Il numero degli elementi;
3. Il modo di combinarsi di questi elementi.

Essi sono semplici e non scomponibili in parti più piccole: secondo D. possiamo conoscere i tipi sociali partendo dalla cellula, ossia dalla società più semplice. L'aggregato sociale più semplice è il clan, poiché è una società a segmento unico, priva di articolazioni interne. Per spiegare un fenomeno sociale bisogna ricercare la causa che lo produce e la funzione che esso svolge. Durkheim critica un autore del tempo, Mill, il quale sosteneva che un effetto è prodotto da più cause, mentre per D. un fatto è prodotto da una sola causa (cioè, per D. la causalità è necessaria); inoltre, esiste un rapporto di reciprocità tra causa ed effetto.
La causa dei fenomeni va ricercata nel rapporto tra sistema e ambiente; quest'ultimo si divide in: ambiente interno (dove vanno ricercate le cause dei fenomeni), ambiente esterno (le altre società, la sua funzione è non causale). La causa dei fenomeni va ricercata nell'ambiente interno contiguo. L'analisi delle condizioni storiche non determina la causa, essa si collega all'effetto grazie anche alla crisi del tradizionalismo etico. Amministrazione della prova; cioè, tutte le spiegazioni hanno bisogno di un controllo e la verifica avviene attraverso un esperimento dato dal metodo comparativo. Riassumendo, nel metodo di analisi sociale di Durkheim è possibile ravvisare tre regole generali:
- Considerare i fatti sociali alla pari degli eventi naturali, dunque non manipolabili, non soggiaciono alla volontà dell'individuo ed esistono a prescindere dagli individui stessi con un funzionamento autonomo scandito da regole precise e coerenti e per poterle indagare occorre usare il metodo delle scienze naturali.
- È necessario per lo studioso della realtà sociale mantenere il distacco rispetto all'oggetto dell'analisi per evitare che possa manipolarlo.
- Utilizzo degli strumenti della statistica e della matematica per definire i fatti sociali e le loro interazioni attraverso procedure di controllo sperimentale tipiche del metodo scientifico fino a giungere alla definizione delle leggi che ne consentono la comprensione.

### La società e la coscienza collettiva
La seconda opera di D. è "La divisione del lavoro sociale", dove Durkheim introduce il termine "coscienza collettiva" per indicare l'insieme delle credenze e dei sentimenti comuni alla media dei membri di una società e spiega che per capire la società bisogna partire da un gruppo di organismi legati da vincoli di solidarietà. Credeva che la società e la cultura fossero più importanti dell'individuo. Le prime distinzioni di D. riguardano le società semplici (non composte da ulteriori parti) e le società complesse (divisione del lavoro e processo di differenziazione sociale).
- Società semplici

Si basano su una forte similitudine tra gli individui, poiché non esiste una differenziazione ma una grande e onnipresente coscienza collettiva, che è la causa della solidarietà meccanica (rapporto immediato tra individuo e società). In questa fase storica vi è il diritto repressivo, che quando viene violato prevede una pena perché causa un danno alla collettività (sacra); D. è inoltre convinto della natura morale della società, ovvero la trascendenza del sé a vantaggio del sociale.
- Società complesse

Il passaggio dalla società semplice a quella complessa è segnato dalla divisione del lavoro: quando la popolazione cresce, nasce la differenziazione del lavoro per evitare la concorrenza; la solidarietà è organica (la stessa solidarietà che esiste tra le parti di un organismo), il diritto perde il suo carattere repressivo e diviene privato, ossia lo stato lascia ai singoli libertà dai vincoli (la giustizia è di tipo restitutivo). 
Per quanto riguarda gli studi sull'economia, egli analizza soprattutto la divisione del lavoro, ovvero il farsi strada di differenze sempre più complesse e influenti tra le varie posizioni occupazionali. Pian piano, il lavoro viene considerato da Durkheim come il principale fondamento della coesione sociale, ancora prima della religione. Inoltre, con la divisione delle attività, gli individui diventano sempre più dipendenti gli uni dagli altri, perché ognuno ha bisogno di beni forniti da coloro che svolgono un lavoro diverso dal proprio. Secondo Durkheim, la divisione del lavoro prende gradualmente il posto della religione come principale fondamento della coesione sociale.

### Lo studio del suicidio
Uno degli studi più famosi di Durkheim riguarda il suicidio (Il suicidio. Studio di sociologia - 1897): pur sembrando in apparenza un atto soggettivo, imputabile a incurabile infelicità personale, Durkheim mostra come ci possano essere dei fattori sociali che esercitano un'influenza determinante al riguardo, soprattutto ciò che egli chiama anomia, rottura degli equilibri della società e sconvolgimento dei suoi valori. Durkheim scarta le spiegazioni del suicidio di tipo psicologico; ammette che vi possa essere una predisposizione psicologica di certi individui al suicidio, ma la forza che determina il suicidio non è psicologica, bensì sociale. Elenca i modi di suicidio in quattro tipi:
- il suicidio egoistico si verifica a causa di una carenza di integrazione sociale. Durkheim aveva analizzato le categorie di persone che si suicidano, e aveva notato che in presenza di legami sociali forti (appartenenza a comunità religiose, matrimonio, ecc.) il tasso di suicidio è notevolmente ridotto, se non assente. Secondo Durkheim dunque, il suicidio di tipo egoistico è causato dalla solitudine con la quale l'individuo non integrato si trova a dover affrontare i problemi quotidiani.
- il suicidio altruistico si ha quando la persona è troppo inserita nel tessuto sociale, al punto da suicidarsi per soddisfare l'imperativo sociale (ricordiamoci che per Durkheim è la società che crea gli individui, e non viceversa) come esempio c'è la vedova indiana che accetta di esser posta sul rogo che brucerà il corpo del defunto marito (Sati), o il comandante di una nave che sta per affondare, il quale decide di non salvarsi e di morire affogando insieme alla nave.
- il suicidio anomico, tipico delle società moderne, sembra collegare il tasso dei suicidi con il ciclo economico: il numero dei suicidi aumenta nei periodi di sovrabbondanza come in quelli di depressione economica.
- il suicidio fatalista, è tipico di un eccesso di regolamentazione, di una sorta di dispotismo morale esercitato dalle regole sociali, di un eccesso di disciplina che chiude gli spazi del desiderio.

La corrente suicidogena come Durkheim l'ha chiamata, presuppone anche un coefficiente di preservazione, cioè delle condizioni soggettive che diminuiscono o aumentano la probabilità del suicidio. Per esempio, Durkheim ha notato che i cattolici hanno un coefficiente di preservazione maggiore rispetto ai protestanti (in pratica si suicidano di meno) e che le donne sposate hanno un coefficiente di preservazione più alto rispetto alle nubili; tuttavia, in questo caso, superata una certa età, il coefficiente di preservazione si tramuta nell'opposto, divenendo così coefficiente di aggravamento, in quanto le donne di età avanzata non sono più soddisfatte dall'avere un marito, quanto dall'avere dei figli.

### La religione
Determinante è stato il suo influsso nella ricerca della storia delle religioni: individuò infatti negli elementi del religioso l'espressione della volontà sociale, che si concretizza nel concetto di sacro (inteso come "separato" dalla realtà che gli si oppone, il profano). Durkheim analizza la religione ne Les Formes élémentaires de la vie religieuse (Le forme elementari della vita religiosa, 1912), in cui la religione viene descritta come "cosa eminentemente sociale". Quando un certo numero di cose sacre sono in rapporti di coordinazione e subordinazione per costituire un'unità, il sistema di riti e credenze costituisce una religione. Durkheim definisce la religione come "un sistema solidale di credenze e di pratiche relative a cose sacre, cioè separate e interdette, le quali uniscono in un'unica comunità morale, chiamata Chiesa, tutti quelli che vi aderiscono".
Essendo l'idea di religione inseparabile dall'idea di chiesa, Durkheim ne deduce che la religione deve essere una cosa eminentemente collettiva. In questa definizione Durkheim evita riferimenti al soprannaturale o a divinità. Non tutte le religioni, infatti, presentano il soprannaturale, né tutte presentano divinità, che sono infatti assenti nel buddismo e nel giainismo. I fenomeni religiosi si collocano in due categorie fondamentali: le credenze e i riti. Le prime sono stati d'opinione, e consistono di rappresentazioni, i secondi costituiscono tipi determinati di azione. Le rappresentazioni religiose costituiscono rappresentazioni collettive che esprimono delle realtà collettive; i riti costituiscono modi di agire che sorgono in mezzo a gruppi costituiti e sono destinati a suscitare, a mantenere o a riprodurre certi stati mentali di questi gruppi.
L'aspetto caratteristico del fenomeno religioso è il fatto che esso presuppone sempre una divisione dell'universo conosciuto e conoscibile in due generi che comprendono tutto ciò che esiste, ma che si escludono radicalmente: sacro e profano. Le cose sacre sono quelle protette e isolate dalle interdizioni; le cose profane sono invece quelle a cui si riferiscono queste interdizioni, e che debbono restare a distanza dalle prime. Le credenze religiose sono rappresentazioni che esprimono la natura delle cose sacre e i rapporti che essi hanno tra loro e con le cose profane. I riti sono infine regole di condotta che prescrivono il mondo in cui l'uomo deve comportarsi con le cose sacre. Il rito è l'azione sacra per eccellenza. Ci accorgiamo che c'è il rito dall'interdizione; non ci si può comportare nello stesso modo nel mondo profano. Il rito esprime la divisione, opposizione e non contrapposizione del sacro dal profano, soprattutto in spazio e tempo. I riti sono anzitutto i mezzi con cui il gruppo sociale si riafferma periodicamente; la società usa i miti per formarsi.
La magia è costituita anch'essa da credenze e da riti. Come la religione, essa ha i suoi miti e le sue credenze; ha le sue cerimonie, i suoi sacrifici, le sue preghiere, i suoi canti e le sue danze. Gli esseri che invoca il mago, le forze che egli mette in opera, non soltanto hanno la stessa natura delle forze e degli esseri a cui fa appello la religione, ma spesso sono del tutto identici. La magia è però in opposizione o in lotta con la chiesa. Essendo per sua natura una pratica privata e quasi segreta, la magia non può essere paragonata alla religione, che è un fenomeno sociale e prettamente collettivo. Critiche alla teologia:
1.	Critica all'idea teologica che spiega un fatto con la funzione che assolve, in questa tendenza si pensa alla società come a una serie di soggetti; Durkheim afferma che l'associazione (fatto-funzione) è produttiva ma non riconducibile al solo essere umano.
2.	Un fatto A si spiega con un fatto X che lo precede e lo determina meccanicamente, per D. in sociologia la spiegazione deve essere causale, la causa determina l'effetto, un aggregato di elementi determina un fatto sociale.

### Visione d'insieme
Pur se oggetto di varie confutazioni, anche da parte dei suoi continuatori come il nipote Marcel Mauss e Claude Lévi-Strauss, Durkheim ha segnato una tappa fondamentale all'interno del panorama della sociologia contemporanea. Le teorie di Durkheim fanno parte delle teorie olistiche, che considerano la società come un organismo indipendentemente dai singoli elementi che la compongono. Per questo non considera affatto la situazione psicologica degli attori sociali considerandoli come elementi funzionali al mantenimento del sistema stesso.
Il sistema deve preservarsi sia dai mutamenti interni, dovuti alle forze centrifughe che portano a uno spostamento degli elementi verso l'esterno, sia dai mutamenti esterni dovuti alle forze perturbatrici che minano l'ordine del sistema. Durkheim attribuisce un valore assoluto alle strutture cristallizzate e cristallizzanti dell'organismo sociale considerando tutto il resto funzionale al mantenimento dell'equilibrio di tale organismo. A tal proposito non attribuisce la responsabilità delle correnti suicidogene alle strutture sociali che non si presentano in grado di svilupparsi parallelamente all'emergere dei bisogni degli individui, ma attribuisce la responsabilità del suicidio a una scarsa integrazione dei singoli attori all'ordine del sistema, senza pertanto analizzarlo come un problema derivante da uno stato psicologico, bensì da una scarsa capacità di porsi in linea con le dinamiche del sistema.

### Homo duplex
Si definisce "homo duplex" un individuo teso tra due poli opposti: da un lato la sua individualità, dall'altro il suo essere sociale. Durkheim considerava profana la prima e sacra la seconda. Per il sociologo francese l'uomo necessita della società per essere migliore, la cui appartenenza deriva dallo sviluppo di una coscienza sociale, che gli permetta di comprendere di essere una parte del tutto. La componente individualistica racchiude tutto ciò che nell'uomo è naturale e, quindi, istintivo. Secondo Durkheim, l'individuo privato della società si ritrova a vivere in una condizione di anomia, ovvero dell'assenza di regole. L'individuo necessita di entrambe le dimensioni per essere completo.                   
(Durkheim E, Le dualisme de la nature humaine et ses conditions sociales, "Scientia", vol. 15, 1914, p. 209.)

L'uomo si divide così in due sfere: da un lato la sua individualità (il corpo) e dall'altro lato vi è tutto ciò che in lui esprime tutt'altro da ciò che egli è realmente.

## Opere
- La scienza positiva della morale in Germania (La science positive de la morale en Allemagne), 1887
- La divisione del lavoro sociale (De la division du travail social), 1893
- Le regole del metodo sociologico (Règles de la méthode sociologique), 1895
- Il suicidio. Studio di sociologia (Le Suicide, étude de sociologie), 1897
- Rappresentazioni individuali e rappresentazioni collettive (Représentations individuelles et représentations collectives), 1898
- L'educazione morale (L'éducation morale), 1903
- Le forme elementari della vita religiosa (Les formes élémentaires de la vie religieuse), 1912
- Sociologia ed educazione (Education et Sociologie), 1922
- Sociologia e filosofia (Sociologie et Philosophie), 1925
- L'evoluzione pedagogica in Francia (L'évolution pédagogique en France), 1938
- La scienza sociale e l'azione (La Science sociale et l'Action), 1970